# أنا الأعلى
«أنا الأعلى» - أوغوسطو روا باستوس
«أنا الأعلى» رواية للكاتب الباراغوايي أوغوسطو روا باستوس، نُشرت في العام 1974، عندما كان روا لا يزال يعيش في منفاه في الأرجنتين. تُعتبر الرواية واحدة من أروع الأعمال الأدبية باللغة الاسبانية، وتمتاز على وجه الخصوص ببنائها الأدبي المحكم، واللعِبِ المتقن فيها صرفاً ونحواً، بالإضافة إلى احتوائها كماً من العناصر التاريخية والتخيّلات دُمجت جميعها في سياقٍ ممتعٍ من السرد، تتداخل فيه الأحداثُ والأزمنة بصورة مبهرة. تتلاحق فصول الرواية بصوت بطلٍ واحد، بينما تبدو باقي الأصوات فيها مجرّد رؤىً تاريخية أو وجهات نظر المؤلفِ نفسه. وروا باستوس، حين يتحدّثُ في «أنا الأعلى»، إنما يعبّرُ عن نفسه في وجهة نظر الديكتاتور.
والأعلى كان معروفاً كمحاميٍ لامع، وثائر وديكتاتور أبدي في جمهورية الباراغواي، وهو خوسيه غاسبار رودريغز دي فرانسيا، والذي حكم البلد بدايةً في ظل الحكم الثلاثي ي العام 1811، وفي ظلّ نظام القنصلية ابتداءً من العام 1813، وكحاكم مطلقٍ أوحد منذ العام 1816 حتّى وفاته في العام 1940.
وتعكسُ الرواية الجوانب الأكثر سلبية لولاية الديكتاتور فرانسيا، وهي عملٌ مُتطلّب، تتداخل فيها قيم العدالة والظلم، وتُسلّط الضوء على أوجه القوة والضعف لدى الديكتاتور. نجدُ في رواية «أنا الأعلى» استعراضاً جلياً وتاريخياً للحياة السياسية لديكتاتور الباراغواي الأعلى على مرِّ ستة وعشرين عاما من عمرِ ولايته، حيث تبلور عالمٌ من الظلم والاستغلال والعنصرية والشقاء والاضطهاد والموت، وحيث تخبّطت المشاعرُ الشعبية وانقسمت ما بين الرغبة بالتمرد والصبر على الابتلاءات.
يتميّز هذا العمل برؤيةٍ أكثر واقعية من المعتاد في الأعمال الأدبية المعنية بالديكتاتورية في أمريكا اللاتينية، فتصف شخصية فرانسيا من غير تشويه ولا شيطنة، وتورد بياناتٍ موثقّة. فيها هجومٌ واضح على الاستبداد والتسلّط، وإدانةٌ لا لبس فيها للقمع الذي عاشه البلد وانتقادٌ صريحٌ لتجاوزات الحاكم. في العمل سردٌ لتاريخ الدكتور فرانسيا من وجهة نظر ضحايا نظامه، مدعومةً بتدوينات الديكتاتور نفسه في مفكّرته الخاصة. عبر صفحات الرواية يظهرُ العالم المتخيّل الذي عاشه غاسبار رودريغيز دي فرانسيا، وقد حجبته السلطة عن عالم الناس البسطاء في الجمهورية الوليدة، حيث انتفت الحريّاتُ وأطبق الحصار على أهلها.
تبدأ الرواية بالعثور على منشور عُلِّق على باب الكاتدرائية، وفيه على لسان الديكتاتور نفسه ايعازٌ للشعب بتعليق رأسه بعد موته على رمحٍ في الساحة العامة، ودعوة لقتل كل معاونيه. وتدور فصول الرواية حول مسعى الديكتاتور الغاضب للقبض على المذنبين، ويحاول تحليل كلمات المُلصق واسلوبه ومعرفة كاتبه، مستعرضاً كل الاحداث والشخصيات التي أحاطت به، ومستذكرا وقائع تاريخية ومتخيّلة، فيملي على كاتبه حينا، ويدوّن في مفكرته الخاصة احياناً، ويرجعُ للوثائق التاريخية ويورد مقارباتٍ اسطورية، وتتشعب فصول الرواية فيما يشبه المتاهة المحكمة، خطّت سطورها بأسلوبٍ بليغٍ ولغةٍ ليست بالسهلة ابداً، حتى ذابت فيها رؤى المؤلف وتخيّلات الديكتاتور.
لقد حاز الكاتب على جائزة سرفانتس الأدبية المرموقة في اسبانيا، وتعتبر الرواية من بين المئة عمل الأكثر قيمة في الأدب العالمي، ومن أهم الأعمال في أمريكا اللاتينية، وقد ترجمت إلى لغاتٍ كثيرة من بينها العربية، وقام بترجمتها طارق عبد الحميد في الباراغواي (2018) بمناسبة الذكرى المئوية الأولى لولادة روا باستوس، عبر مشروع بمبادرةٍ من السفارة اللبنانية في أسنسيون، وتبنّاه مركز الجمهورية الثقافي التابع للكونغرس في الباراغواي.

## وصلات خارجية
- أنا الأعلى على موقع الموسوعة البريطانية (الإنجليزية)